# Partido Progresista (Guatemala)
El Partido Progresista (PP) fue un partido político. en Guatemala. 

## Historia
El partido fue creado en 1993 para debutar en las elecciones legislativas del año siguiente sin éxito para sus electores , sin embargo en 1995 postulo a su máximo líder José Fernández como su binomio presidencial obteniendo el máximo resultado del 1.63% de los votos aunque no le alcanzó para la III Legislatura sin obtener representación en el congreso aunque ganó 2 alcaldías. Él 12 de enero de 1996 el partido fue cancelado al no cumplir los requisitos para seguir en vigor.

## Candidatos a la presidencia de Guatemala
| Año  | Candidato      | Votos (1° Vuelta) | Porcentaje |
| ---- | -------------- | ----------------- | ---------- |
| 1995 | José Fernández | 25,219            | 1.63% (9°) |